# Division du Tonkin
Pour les articles homonymes, voir Division du Tonkin (homonymie).
La division du Tonkin est une ancienne division d'infanterie de l'armée de terre française stationnée à Hanoï dans le protectorat français du Tonkin. Elle est créée sous le nom de division d'Annam-Tonkin au début du XXe siècle, englobant à l'origine le protectorat d'Annam.

## Création et différentes dénominations
- 1904 : formation de la 1re division (Annam-Tonkin)
- 1908 : dissolution
- 1912 : nouvelle formation, sous le nom de division d'Annam-Tonkin
- 1916 - 1919 : dissolution de facto
- 1935 : renommée division du Tonkin
- 1945 : disparition

## Historique des garnisons, campagnes et batailles

### Création
Elle est fondée en mai 1904 en Indochine française, cette possession de l'Empire colonial français d'une superficie de 736 500 km2. Elle est l’une des héritières du Corps du Tonkin créé en 1884. Numérotée 1re division, elle a son quartier général à Hanoï et possède l'organisation suivante :
- 1re brigade (Hanoï)
  - 9e régiment d'infanterie coloniale,
  - 1er régiment de tirailleurs tonkinois,
  - 4e régiment de tirailleurs tonkinois,
  - Régiment de marche étranger :
    - IIe et IVe bataillons du 1er régiment étranger,
    - IIIe et Ve bataillons du 2e régiment étranger.
- 2e brigade (Bắc Ninh)
  - 10e régiment d'infanterie coloniale,
  - 2e régiment de tirailleurs tonkinois,
  - 3e régiment de tirailleurs tonkinois.

En mai 1907, la brigade de réserve de Chine (18e régiment d'infanterie coloniale et 5e régiment de tirailleurs tonkinois est dissoute et forme la 4e brigade, rattachée à la 1re division. Le 18e régiment d'infanterie coloniale devient alors le 12e régiment d'infanterie coloniale. Les divisions stationnées en Indochine sont dissoutes en 1908 par mesure d'économie et les brigades deviennent indépendantes (la 4e brigade étant supprimée).

### Première Guerre mondiale
La division est recréée en mars 1912 sous le nom de division d'Annam-Tonkin, en regroupant à nouveau les 1re et 2e brigades.
En 1914, au début de la Première Guerre mondiale, la division du Tonkin était composée des régiments suivants :
- 1re brigade à Hanoï 
  - 9e régiment d'infanterie coloniale à Hanoï,
  - 1er régiment de tirailleurs tonkinois à Hanoï,
  - 4e régiment de tirailleurs tonkinois à Nam Định.
- 2e brigade à Bắc Ninh 
  - 10e régiment d'infanterie coloniale à Hải Phòng,
  - 2e régiment de tirailleurs tonkinois aux Sept pagodes,
  - 3e régiment de tirailleurs tonkinois à Bắc Ninh.

À la suite du départ du général Gossot, la division est de facto dissoute en juin 1916.

### Entre-deux-guerres

Défilé de troupes de la garnison d'Hanoï le 5/11/1930.

La division d'Annam-Tonkin est rétablie en septembre 1919. En 1926, elle a la composition suivante :
- 1re brigade à Hanoï,
- 2e brigade à Bắc Ninh,
- 4e régiment d'artillerie coloniale (cesse d'être subordonné à la division en juillet 1928[7])

Le groupe anticolonial Việt Nam Quốc Dân Đảng organise une mutinerie le 10 février 1930 touchant cinquante hommes de troupe faisant partie du 2e bataillon du 4e régiment de tirailleurs tonkinois, six officiers et sous-officiers français sont tués. La mutinerie est aussitôt réprimée par les autres militaires de cette unité.
En 1930, sous le nom de division d'Annam-Tonkin, la division est constituée des unités suivantes (les villes indiquées sont celles de l'état-major de l'unité),, :
- 1re brigade à Hanoï :
  - 2e régiment de tirailleurs tonkinois (4 bataillons) à Haïphong,
  - Futur 10e régiment d'infanterie coloniale, à former à partir des :
    - 100e bataillon de marche d'infanterie coloniale à Quảng Yên (arrivé de Chine en décembre 1928),
    - Bataillon mixte de l'Annam à Hué (formé en 1928 à partir d'un bataillon du 9e régiment d'infanterie coloniale et de deux compagnies de tirailleurs annamites).
- 2e brigade à Bắc Ninh :
  - 3e régiment de tirailleurs tonkinois (quatre bataillons) à Bắc Ninh,
  - 9e régiment d'infanterie coloniale (trois bataillons) à Hanoï,
  - 7e bataillon du 1er régiment étranger d'infanterie à Đáp Cầu.
- Les troupes suivantes sont également rattachées à la division[8] :
  - 4e régiment d'artillerie coloniale,
  - compagnie du génie,
  - compagnie mixte de télégraphistes,
  - compagnie autonome de transport automobile du Tonkin,
  - compagnie d'ouvriers d'artillerie,
  - escadron d'automitrailleuses White,
  - compagnies de chars de combat,
  - services.

La division est renommée division du Tonkin en 1935, après la création de la brigade autonome d'Annam. La division prend alors la composition suivante :
- 1re brigade :
  - 19e régiment mixte d'infanterie coloniale,
  - 5e régiment étranger d'infanterie.
- 2e brigade :
  - 9e régiment d'infanterie coloniale,
  - 3e régiment de tirailleurs tonkinois.
- Artillerie divisionnaire :
  - 4e régiment d'artillerie coloniale.
- Compagnie de chars légers du Tonkin,
- Escadron d'automitrailleuses du Tonkin,
- Compagnie indigène du génie du Tonkin.

### Seconde Guerre mondiale
À l'entrée de la Seconde Guerre mondiale, les forces de l'armée française en Indochine sont de moins de 40 000 hommes. Outre la division du Tonkin, elles déploient la division de Cochinchine-Cambodge et la brigade d'Annam.
L'ordre de bataille de la division du Tonkin est alors le suivant, :
- 1re brigade (Haïphong) :
  - 19e régiment mixte d'infanterie coloniale, quatre bataillons, à Haïphong, Quảng Yên, Sept Pagodes et Móng Cái (et 1er territoire militaire),
  - 5e régiment étranger d'infanterie, trois bataillons, à Việt Trì, Tong (Sontay), Đáp Cầu et Tuyên Quang.
- 2e brigade (Bắc Ninh) :
  - 9e régiment d'infanterie coloniale, trois bataillons, à Hanoï et Lạng Sơn,
  - 3e régiment de tirailleurs tonkinois, quatre bataillons, à Bắc Ninh, Lạng Sơn, Cao Bằng (et 2e territoire militaire) et Kỳ Lừa (vi).
- 3e brigade (Hanoï) :
  - 1er régiment de tirailleurs tonkinois, quatre bataillons, à Hanoï, Cốc Lếu (vi), Lai Châu (et 4e territoire militaire) et Phongsaly (et 5e territoire militaire),
  - 4e régiment de tirailleurs tonkinois, trois bataillons, a Nam Định, Yên Bái et Hà Giang (et 3e territoire militaire).
- Artillerie divisionnaire :
  - 4e régiment d'artillerie coloniale, cinq groupes, à Hanoï, Lạng Sơn, Đáp Cầu et Tong ; DCA et groupe côtier à Haïphong
- Compagnie indigène du génie du Tonkin à Hanoï.

Le 19 septembre 1940, le Japon lance un ultimatum, exigeant la signature de d'une convention permettant à ses forces de stationner en Indochine, et menaçant d'entrer en force le 22 septembre à minuit si sa demande n'est pas satisfaite. In extremis, un accord est conclu, prévoyant de mettre trois aérodromes à disposition des Japonais (Gia Lâm, Lào Cai et Phu Lang) et d'autoriser un maximum de 6 000 soldats de l'Armée impériale japonaise à transiter par le Tonkin, au nord du fleuve Rouge. Mais malgré la signature de l'accord (le général Martin (en) représente la France et le général Nishihara (ja), le Japon) à quinze heures le 22 septembre, le commandement de l'Armée du Guandong engage les hostilités au soir. Lors de l'invasion japonaise de l'Indochine, 25 000 combattants - ce qui représente un chiffre bien supérieur à celui de l'accord - de la 5e division de l'armée impériale japonaise déferlent sur 70 kilomètres de la frontière chinoise : les Français peuvent aligner en face la 2e brigade alignant 5 000 hommes du 9e RIC, du 19e RMIC, du 3e régiment de tirailleurs tonkinois et du 5e régiment de la Légion étrangère.
Pendant quatre jours, les combats ont lieu autour de Lạng Sơn (à 40 kilomètres de la frontière chinoise), et tournent au désavantage des Français. Un bombardement a lieu sur la presqu'île de Đồ Sơn, au sud de Haïphong. Le Deuxième Bureau transmet des informations erronées, donnant les soldats japonais comme démoralisés et épuisés, qui aboutissent à ce que les Français soient pris au dépourvu. Le matériel des troupes françaises en Indochine n'est de surcroît pas à la hauteur face à celui des Japonais. Des épisodes de pagaille, au cours desquels l'artillerie française tire sur ses propres troupes, et des défections de soldats indigènes, aggravent la situation. Le 26 septembre, alors que Lạng Sơn vient de tomber, de nouvelles troupes japonaises débarquent sur la plage de Dong Tac et marchent sur Haïphong. Les hostilités cessent le jour même, le quartier-général impérial ordonnant le cessez-le-feu. Decoux est forcé d'accepter la situation et d'autoriser les Japonais à stationner à leur guise. Les troupes japonaises prennent possession de l'aéroport de Gia Lâm, ainsi que du chemin de fer proche de la frontière du Guangxi. Des soldats nippons sont notamment stationnés à Hanoï et Haïphong. L'important pour eux est désormais de combattre les forces de Tchang Kaï-chek en Chine.
L'armée française peut aligner alors au mieux 12 000 hommes d'origine européenne (les régiments dits de "souveraineté"), plus 62 000 soldats autochtones, dont l'aptitude au combat et la loyauté sont incertaines. Le 9 mars 1945, une attaque-surprise des Japonais décime l'administration et les forces françaises dans la région. On compte 2 129 Européens tués et environ 1 500 « disparus ».

## Commandants de la division
- 1904 : général Clamorgan[2]
- 1912 - 1914 : général Lombard[3]
- 1914 - 1916 : général Gossot[17],[5]
- 1919 - 1921 : général Peyrègne[5]
- 1921 - 1924 : général Sicre[5]
- 1924 -  1927: général Benoit[18]
- 1927 - 1929 : général Franceries[19]
- 1929 - : général Jannot[10]
- 1938 : général Cazin
- 1940 : général Pellet
- 1940-1942 : général Aymé
- 1944 : général Sabattier